# Европейски социален фонд
Европейският социален фонд (ЕСФ) е основният финансов инструмент на Европейския съюз за подкрепа на заетостта в държавите членки, както и за насърчаване на икономическата и социалната кохезия. Разходите по линия на ЕСФ са на стойност около 10% от общия бюджет на ЕС.
ЕСФ е един от структурните фондове на ЕС, чиято цел е подобряването на социалната кохезия и икономическото благосъстояние във всички региони на Съюза. Структурните фондове са преразпределителни финансови инструменти, които подпомагат кохезията в Европа чрез съсредоточаване на средства върху по-слабо развитите региони.
Специфичната цел на финансирането по линия на ЕСФ е да подпомага създаването на повече и по-добри работни места в ЕС, което фондът постига чрез съфинансиране на национални, регионални и местни проекти за подобряване нивото на заетостта, качеството на работа, а също и приобщаването на пазара на труда в държавите членки и техните региони.

## История
Европейският социален фонд е създаден с учредителния Договор от Рим през 1957 г.; той е най-старият от структурните фондове. Целта на ЕСФ винаги е била постигането на по-високо ниво на заетост, но наред с това той е променял своя акцент през годините, за да посреща предизвикателствата на времето. В годините след войната дейността на ЕСФ се концентрира върху управлението на работническата миграция в рамките на Европа; впоследствие се насочва към борбата с безработицата сред младите и ниско квалифицираните. В настоящия период на финансиране, 2007-2013 г., освен целево подпомагане на хората с особени затруднения при намиране на работа, като жени, младежи, по-възрастни работници, мигранти и хора с увреждания, средствата по линия на ЕСФ също помагат на фирми и работници да се приспособят към промените. Това се постига чрез подкрепа на иновациите на работното място, обучението през целия живот и мобилността на работещите.

## Мястото на ЕСФ в политиките и стратегиите на ЕС
Всеобхватната стратегия на Европейския съюз е Лисабонският дневен ред, който цели до 2010 г. да направи икономиката на Европа най-динамичната и конкурентна, почиваща на познанието икономика в света, с възможности за устойчиво икономическо развитие чрез повече и по-добри работни места и по-голяма социална кохезия, а също и грижа за околната среда. Целите на Лисабонския дневен ред формират приоритетите на ЕСФ.
Много от финансовите и политическите инструменти на Европейския съюз действат в подкрепа на Лисабонския дневен ред. Например, кохезионната политика е ориентирана към намаляването на икономическите и социалните диспропорции между различните държави и региони на ЕС. За да постигне това, ЕС използва финансови ресурси (структурни фондове) от бюджета на ЕС – включително ЕСФ – в подкрепа на икономическото и социално развитие на по-слабо развитите региони.
С оглед на нуждата от увеличаване на конкурентоспособността и заетостта на фона на глобализацията и застаряващото население, Европейската стратегия за заетост осигурява координираща рамка за държавите членки на ЕС, чрез която да съгласуват общи приоритети и цели в сферата на заетостта. Впоследствие тези общи приоритети се включват в Насоките по заетостта и се внедряват в Националните програми за реформи, изготвени от отделните държави членки.
Финансирането по линия на ЕСФ се използва от държавите членки в подкрепа на Националните програми за реформи, а също и на Националните стратегически референтни рамки (НСРР), в които са заложени основните приоритети на дадена държава членка за изразходване на средствата по линия на структурните фондове на ЕС, които тя получава.
Европейският социален дневен ред, също участва във формирането на приоритетите на финансирането по линия на ЕСФ. Целта на Социалния дневен ред е да се актуализира „Европейският социален модел“ чрез модернизация на пазарите на труда и на системите за социална закрила, така че работещите и фирмите да могат да се възползват от възможностите, създадени от международната конкуренция, технологичния напредък и моделите на изменение на населението, защитавайки най-уязвимите членове на обществото. В допълнение, концепцията за гъвкавост, почиваща върху сигурност - „flexicurity” допринася за настоящите инициативи на ЕСФ. Тази концепция може да бъде определена като стратегия за политика за повишаване на гъвкавостта на пазарите на труда, организацията на работа и трудовите отношения, от една страна, и сигурността на заетостта и доходите, от друга. Терминът гъвкавост, почиваща върху сигурност – „flexicurity” съдържа нов подход към заетостта, включващ по-скоро модела „работи цял живот“, отколкото модела „работа за цял живот“, характерен за миналото. По този начин работещите се насърчават да се грижат за кариерата си чрез обучение през целия живот, адаптиране към промените и мобилност.

## ЕСФ: определяне на стратегията
ЕСФ се управлява на базата седемгодишни програмни периоди. Стратегията и бюджетът на ЕСФ се договарят между държавите членки на ЕС, Европейския парламент и Европейската комисия. Стратегията определя целите на финансирането по линия на ЕСФ, които ЕСФ частично или цялостно споделя с друг структурен фонд. За настоящия период на финансиране по линия на ЕСФ целите са, както следва:
1. Цел „Регионална конкурентоспособност и заетост”: да се засили регионалната конкурентоспособност, заетост и привлекателност за инвестиции.
2. Цел „Конвергенция”: да се стимулира растежа и заетостта в най-слабо развитите региони. Тази цел получава повече от 80% от общото финансиране по линия на ЕСФ.

Стратегията също така включва широкообхватни „приоритетни оси“ – това са дейностите, необходими за постигане на целите и отговарящи на критериите за допустимост за финансиране.

## Как се разпределят средствата по линия на ЕСФ
Степента на финансиране по линия на ЕСФ в отделните региони варира в зависимост от относителното им благосъстояние. Регионите на ЕС са разделени на четири категории региони, отговарящи на критериите за допустимост, на базата на техния регионален БВП на глава от населението, сравнен със средния за ЕС (ЕС с 25 или 15 държави членки) и разделен между двете цели.
Цел „Конвергенция“ включва:
1. конвергентни региони: с БВП на глава от населението под 75% от средния за ЕС-25;
2. региони по схема на временна намаляваща помощ, които вече не отговарят на критериите по цел „Кохезия“: с БВП на глава от населението над 75% от средния за ЕС-25, но под 75% от средния за ЕС-15.

Цел „Регионална конкурентоспособност и заетост“ включва:
1. региони по схема на временна, постепенно увеличаваща се помощ, които отговарят на критериите по цел „Кохезия“: с БВП на глава от населението под 75% от дредния за ЕС-15 (в периода 2000-2006 г.) и над 75% от средния за ЕС-15 (в периода 2007-2013 г.);
2. региони на конкурентоспособност и заетост: отнася се за всички други региони на ЕС.

В конвергентните региони средствата по линия на ЕСФ за съфинансиране на проекти могат да покрият до 85% от общите разходи. В регионите на регионална конкурентоспособност и заетост, по-често се прилага 50% съфинансиране. За по-богатите държави членки и региони, финансирането по линия на ЕСФ допълва съществуващите национални инициативи по заетостта; за по-бедните държави членки финансирането по линия на ЕСФ може да бъде основен източник на средства за инициативите, свързани със заетостта. Регионите, отговарящи на критериите за допустимост за текущия програмен период на ЕСФ (2007-2013 г.), са показани на картата.

## Как се осъществява финансирането по линия на ЕСФ
Докато определянето на стратегията се осъществява на равнище ЕС, прилагането на финансирането по линия на ЕСФ е отговорност на държавите членки и регионите на ЕС. След съгласуване на стратегията и разпределението на бюджета се прилага общ подход към програмирането. Седемгодишните Оперативни програми се планират от държавите членки и техните региони съвместно с Европейската комисия. Тези Оперативни програми описват сферите на дейност, които ще бъдат финансирани, по географски или тематичен принцип.
Държавите членки определят националните управляващи органи на програмите по линия на ЕСФ, които са отговорни за подбора на проекти, изплащането на средства и оценката на напредъка и резултатите по проектите. Назначават се също и органи по сертифициране и одит, които осъществяват мониторинг и гарантират, че разходите се извършват в съответствие с правилата на ЕСФ.

## Проекти по линия на ЕСФ
Финансирането по линия на ЕСФ в реални условия се осъществява чрез проекти, които се прилагат за или се изпълняват от широк кръг от организации, както от обществения, така и от частния сектор.
Те включват национални, регионални и местни органи на управление, образователни и обучаващи институции, неправителствени организации (НПО) и доброволческия сектор, както и социални партньори, например, профсъюзи и работнически съвети, индустриални и професионални сдружения и отделни компании.
Бенефициентите по проектите по линия на ЕСФ са разнообразни, например отделни работници, групи от хора, индустриални сектори, профсъюзи, публични администрации или отделни фирми. Уязвимите групи хора, които срещат особена трудност при намирането на работа или при задържането си на работа, като например дълготрайно безработните лица и жените, са особено уязвима целева група. По статистически данни повече от 9 милиона души от тези уязвими групи са подпомагани всяка година чрез участие в проекти по линия на ЕСФ – виж диаграма 1.

## Европейският социален фонд в периода 2007-2013 г.
Текущият програмен период на ЕСФ протича от 2007 г. до 2013 г. под мотото „Инвестиции в хората“. През този период ще се инвестират около 75 милиарда евро – близо 10% от бюджета на ЕС – по проекти за подобряване на заетостта. Финансирането се отпуска по шест специфични приоритетни области:
1. Подобряване на човешкия капитал (34% от общото финансиране)
2. Подобряване на достъпа до заетост и устойчивост (30%)
3. Повишаване на адаптивността на работещите и фирмите, предприятията и предприемачите (18%)
4. Подобряване на социалното включване на лица в по-неблагоприятно положение (14%)
5. Укрепване на институционалния капацитет на национално, регионално и местно равнище (3%)
6. Мобилизация за реформи в областта на заетостта и включването (1%)

Във всеки отделен регион реалното разпределение на средствата ще варира според местните и регионалните приоритети. Всичките шест приоритета са приложими както за цел „Конвергенция“, така и за цел „Регионална конкурентоспособност и заетост“; по принцип, обаче, конвергентните региони акцентират върху приоритета „Подобряване на човешкия капитал“.
Разпределението на средствата по линия на ЕСФ за периода 2007-2013 г. по държави членки е показано на диаграма 2. Преразпределителният характер на ЕСФ е илюстриран на диаграма 3, която показва разходите на глава от населението в държавите членки.